# Linia zębata

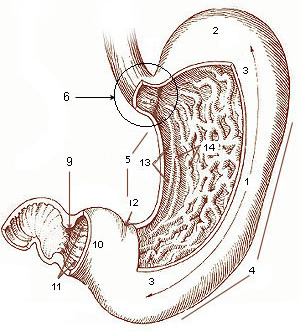
6. Linia-Z

Linia zębata lub linia Z – linia graniczna między nabłonkiem wyścielającym przełyk a nabłonkiem w żołądku, tworząca wpust żołądka. W przełyku znajduje się nabłonek wielowarstwowy płaski nierogowaciejący, w żołądku natomiast nabłonek walcowaty.
W literaturze anglosaskiej takie połączenie nazywa się Z-line lub SCJ (squamocolumnar junction), lub po prostu cardia, czyli wpust żołądka.